# Прва битка за Грозни
Прва битка за Грозни вођена је током Првог чеченског рата када руске снаге нападају главни чеченски град у децембру 1994. и заузимају га до краја фебруара 1995. уз велике губитке на обе стране. Највише погинулих је, ипак, на страни цивилног становништва. Ова ће победа руских снага бити само привремена, јер већ 1996. чеченски герилци враћају град у своје руке.

## Битка
Главни руски напад на Грозни је почео 31. децембра 1994. Око шест хиљада руских војника напредовало је према средишту града из три смера. Иако малобројнији, добро мотивисани чеченски борци искористили су све предности урбаног ратовања. Створили су три прстена одбране око председничке палате у центру града, која је била циљ руских снага. Чеченским је снагама из подрума председничке палате заповедао њихов начелник генералштаба Аслан Масхадов, бивши артиљеријски официр Црвене армије. Важну улогу у одбрани града имао је и Шамил Басајев. Он је заповедао искусном скупином чеченских добровољаца који су се борили против грузијске војске у рату у Абхазији. Чеченска тактика у нападу на руске тенкове била је крајње једноставна - подељени у бројчано мале јединице наоружане ручним бацачима и снајперима на уским улицама Грозног уништавали су први и посљедњи тенк у колони, онемогућујући тако маневрисање осталим тенковима те су тако цијеле руске јединице постале лаке мете.
Битка за Грозни идућих се дана претворила у огорчену борбу за сваку кућу. Чечени су пуштали руске снаге у средиште Грозног, након чега су затварали одступницу и уништавали руске снаге на средишњем градском тргу. Посебно је тешко страдала руска 131. бригада, која је у борбама око жељезничке станице у Грозном изгубила 20 од 26 тенкова и 100 од 120 оклопних возила те је имала готово хиљаду убијених војника, укључујући и заповедника бригаде. Руска артиљерија и ратно ваздухопловство тешко су бомбардовали град. Повремено је на Грозни падало четири хиљаде граната на сат. Чеченски положаји су нападани и из ваздуха, при чему су руске снаге у више наврата отвориле тзв. „пријатељску ватру“ на властите војнике. Упркос бројчаној и техничкој премоћи, руске снаге у првом покушају нису успеле заузети Грозни те су се повукле из средишта града. Руси су иза себе оставили десетине тела погинулих војника, а претпоставља се да је у првих неколико дана битке погинуло чак двије хиљаде Руса. Борбе у Грозном привукле су и велику медијску пажњу у иностранству, због чега се Русија нашла под међународним притиском да престане сукоб.
Након првих дана борби руске јединице су прегруписане, промењена је тактика напада на град те су доведена велика војна појачања, међу њима и елитне јединице. Руси су 3. јануара 1995. поновно интензивирали напад на град, но овај пут су се фокусирали на поступно заузимање градских квартова умјесто целога града, уз истовремено искориштавање предности које им је доносила ваздушна доминација и моћна артиљерија. Но, Чечени су одбили да се предају те су и надаље пружали огорчен отпор, а у једном од чеченских минобацачких напада погинуо је и руски генерал-пуковник Виктор Воробјов. На крају, руске су снаге 20. јануара успеле заузети средиште града и председничку палату, а Масхадов сели свој генералштаб у болницу на југу града. Борбе и издвојени чеченски отпор у више делова града настављене су и идућих дана. 
На дан када је заузета председничка палата (која је напуштена још од јануара), Борис Јељцин објављује како су ратне операције убрзо готове. Неколико дана касније Руси успевају да затворе „рупу“ у јужном делу центра града, преко које су Чечени добијали појачања. Тада Чечени стварају нову фронту на реци Сунжи у југоисточном делу града, те су тамо још неко време трајали сукоби. Након тешког бомбардовања тог дела града, Чечени предају и тај, последњи део под својом контролом.
Коначно, до краја фебруара 1995. руске су снаге потпуно контролисале Грозни, те су 7. марта прогласиле победу чиме је опсада Грозног завршена. Надзор над градом преузеле су снаге руског министарства унутрашњих послова, а за заповедника руских мешовитих снага у Чеченији именован је заменик министра унутрашњих послова, генерал-пуковник Куликов. Преживели чеченски борци из града потиснути су преко ријеке Сунже, а потом још јужније, у планине на југу Чеченије откуда су наставили герилски рат.

## Последице
Руски артиљеријски и ваздушни напади разорили су велики део чеченског главног града. Управо у таквим нападима  је највише цивила изгубило своје животе. Борба чеченских герилаца се након ове битке није зауставила, већ је настављена у планинама, те са њих често нападају руске снаге у градовима. Касније, 1996, они ће и освојити Грозни.
Ова битка доказала је слабост данашње конвенционалне војске у урбаној средини. Тенкови без заштите пешадије били су лака мета ручним бацачима ракета. Борба од улице до улице исцрпила је обе сукобљене снаге и имала као последицу велике људске губитке.